# 1911 في سويسرا
فيما يلي قوائم الأحداث التي وقعت خلال عام 1911 في سويسرا.

## سياسة

### انتهاء فترة المنصب
- 3 ديسمبر – يوجين هوبر عضو المجلس الوطني السويسري.

## مواليد

### يناير
- 1 يناير – ألبيرت بوتشه لاعب كرة قدم سويسري.

### مايو
- 15 مايو – ماكس فريش

### يونيو
- 9 يونيو – ليوبولد كيلهولز لاعب كرة قدم سويسري.

### أغسطس
- 2 أغسطس – ألفريد ياك لاعب كرة قدم سويسري.
- 18 أغسطس – بول إيغلي درّاج طريق سويسري.
- 29 أغسطس – يوزيف بوسي لاعب كرة قدم سويسري.

## وفيات

### أكتوبر
- 16 أكتوبر – إميليو لوفييه (مواليد 1839) عالم نبات سويسري.